# NGC 1180
NGC 1180 (również PGC 11435) – galaktyka eliptyczna (E-S0), znajdująca się w gwiazdozbiorze Erydanu. Odkrył ją 31 grudnia 1885 roku Francis Leavenworth.